# Ядерна бомба B83
Ядерна бомба B83 — американська вільнопадаюча термоядерна авіабомба із зарядом змінної потужності. Розроблена у 1970-х роках у Ліверморській лабораторії та прийнята на озброєння у 1983 році, бомба залишається одним з основних типів ядерних озброєнь ВПС США.

## Конструкція
Споряджена авіабомба B83 має 3,67 м у довжину та 457 мм у діаметрі. Термоядерний заряд із змінною потужністю до 1,2 Мт розташований у бойовій частині довжиною від 90 до 120 см. Загальна вага бомби — близько 1100 кг. Бомба оснащена кевларовою ПТЗ для забезпечення відходу літака носія. B83 може використовуватись на наступних літаках:
- B-1B
- B-2
- B-52H
- F-15E
- F-16
- F/A-18A

## Історія
B83 був частково заснований на попередній програмі B77, яка була припинена через перевитрати коштів. B77 був розроблений з системою активного керування висотою та підйомним парашутом для надзвукової доставки на малій висоті з бомбардувальника B-1A. Випробувальні запуски ядерного компонента B77 були віднесені до серії операцій «Анвіл» у 1975 та 1976 роках, зокрема випробувальні постріли «Сир» в «Анвілі»:
- Anvil Kasseri — 28 жовтня 1975, 1200 кілотонн тротилу (5000 ТНт) (B77/B83 повний вихід)
- Anvil Muenster — 3 січня 1976 року, 800 кілотонн тротилу (3300 ТНт)
- Anvil Fontina — 12 лютого 1976 року, 900 кілотонн тротилу (3800 ТНт)
- Anvil Colby — 14 травня 1976 року, 800 кілотонн тротилу (3300 ТНт)[1]

Ядерні компоненти B83 були такими ж, як і попередні B77.